# Маропис, Адони
Адони Маропис (англ. Adoni Maropis, родился 20 июля 1963 года, в Питтсбурге, штат Пенсильвания) — американский актёр.
Адони Маропис родился в городе Питтсбурге, Пенсильвания, является средним по возрасту из трёх сыновей в семье. Самая яркая и известная актёрская игра приходится на роль Кван Чи в «Смертельной битве: Завоевание». Он также играл генерала Хассана в «Command & Conquer: Tiberian Sun» и роль Сакра в «Идальго». Был приглашен на роль лидера террористов Абу Файеда в шестом сезоне телесериала «24 часа» и на роль убийцы Чака в третьем сезоне в телесериала «Чак».

## Избранная фильмография
- 1998-1999 — Смертельная битва: Завоевание — Куан Чи
- 2000 — Смертельная битва: Федерация боевых искусств (видео) — Куан Чи, хроника
- 2002 — Плохая компания (фильм, 2002) — Прихвостень Джармы / Драгана #1
- 2004 — Идальго (фильм) — Сакр